# Julija Lapšynova
Julija Lapšynova (in ucraino Юлія Лапшинова?; Novovolynsk, 30 marzo 1981) è un'ex cestista ucraina.

## Carriera
Con l'Ucraina ha disputato i Campionati europei del 2003.